# Roewe Jing
Der Roewe Jing ist ein SUV der zum chinesischen Konzern SAIC Motor gehörenden Marke Roewe. Das Modell wird auf anderen Märkten auch unter dem Namen MG Whale angeboten.

## Geschichte
Das Konzeptfahrzeug des Jing wurde im April 2021 auf der Auto Shanghai präsentiert. Nachdem das Fahrzeug im Mai 2022 auf den chinesischen Heimatmarkt gekommen war, konnten im ersten Verkaufsjahr nur unter 500 Fahrzeuge abgesetzt werden. In der Folge stellte Roewe im Dezember 2023 den Verkauf in China ein. Anfang 2024 erfolgte jedoch die Markteinführung im Nahen Osten unter dem Namen MG Whale. Der Name „Jing“ stammt aus dem Chinesischen und bedeutet übersetzt „Wal“.

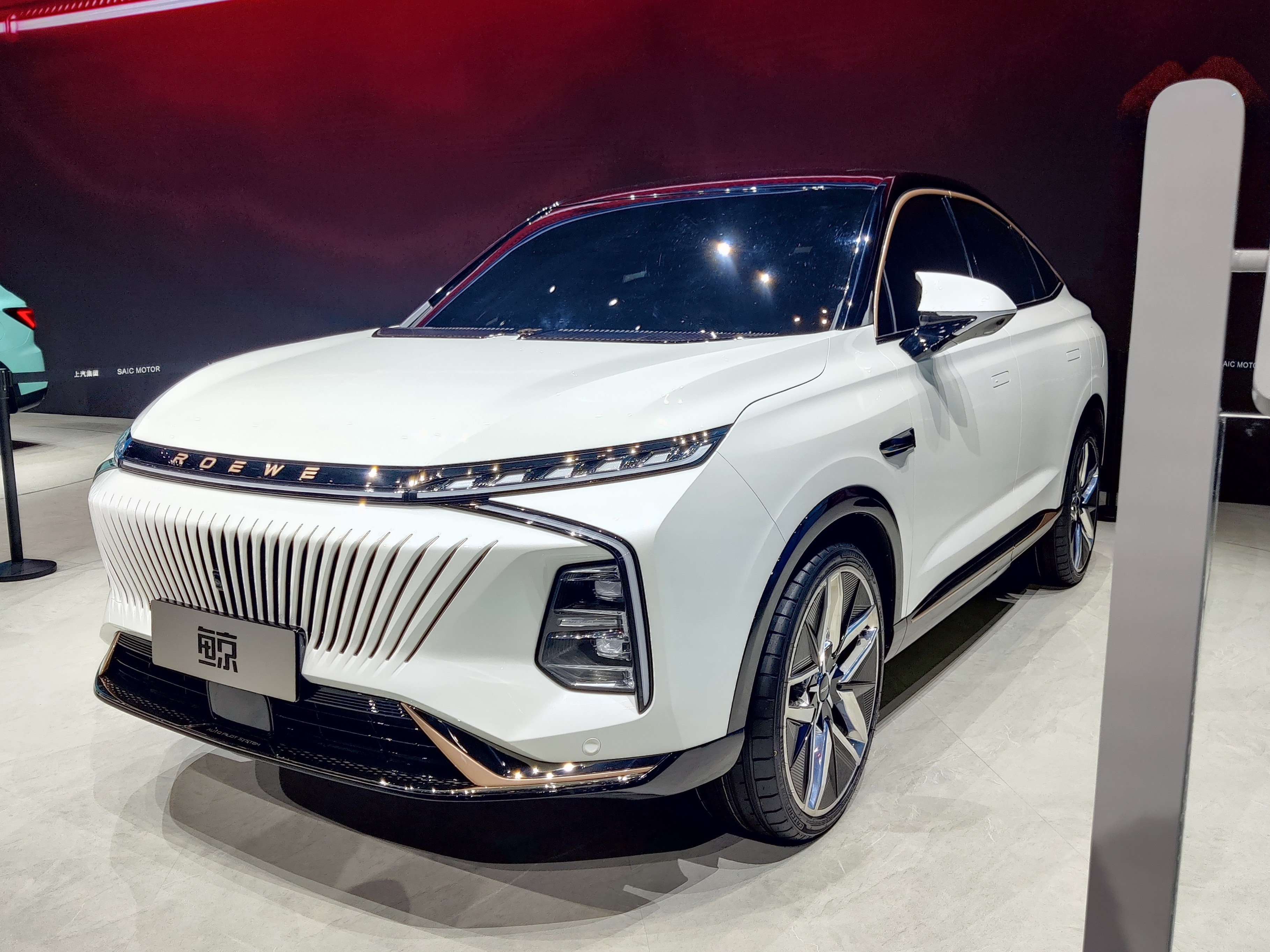
Roewe Jing, Konzeptfahrzeug
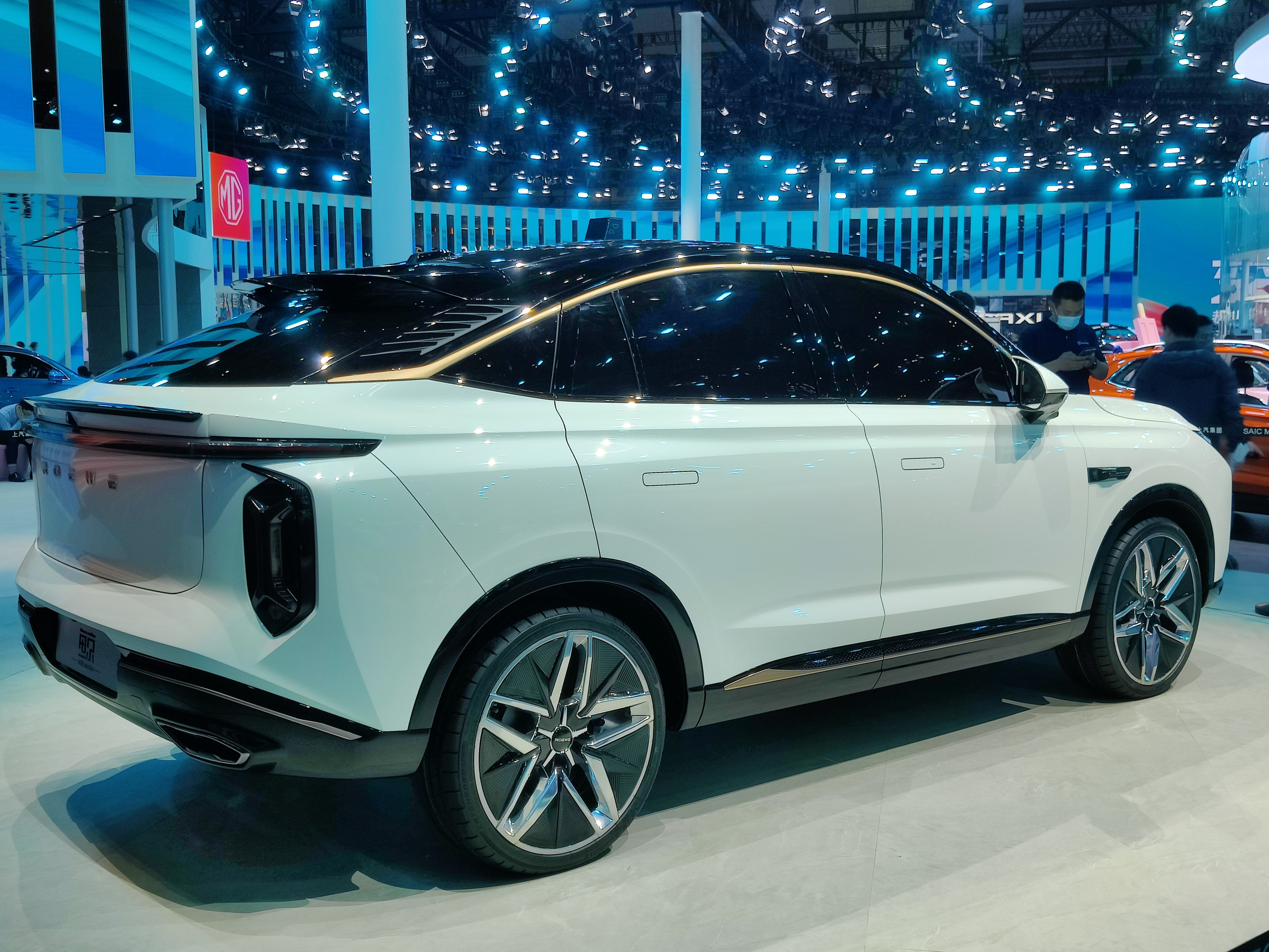
Heckansicht

## Beschreibung

### Allgemeines
Die Frontgestaltung soll namensgemäß an ein Walmaul erinnern. Der Wagen hat eine Zweifarbenlackierung. Er wird als Comfort- und Luxus-Version angeboten. Der Innenraum hat eine zweifarbige Nappaleder-Ausstattung.

### Technik
Der Motor ist ein 2,0-Liter-Turbo-Ottomotor mit einer Leistung von 170 kW (231 PS). Sein maximales Drehmoment von 370 Nm liegt zwischen 2000 und 4000/min an. Es wird über ein Achtgang-Automatikgetriebe auf die Vorderräder übertragen. Die Radgröße beträgt 19 Zoll. Die vorderen Räder haben eine MacPherson-Federbeinaufhängung, die hinteren sind an eine Mehrlenkerachse gebunden.
Im Innenraum befindet sich ein gewölbtes 12,3-Zoll-Doppel-Display, eine schwebende Mittelkonsole und ein elektrisches Panoramadach. Das Kofferraumvolumen beträgt 382 bis 1458 Liter. Die Heckklappe öffnet elektrisch. Zu den Fahrerassistenzsystemen gehören Tempomat, Spurhalteassistent und Parksensoren. Das Audiosystem arbeitet mit neun Lautsprechern.